# Girolamo Pompei
Girolamo Pompei (Verona, 18 aprile 1731 – Verona, 4 febbraio 1788) è stato un poeta, drammaturgo e traduttore italiano.

## Biografia
Figlio del nobile veronese Francesco Pompei e di Bianca Brenzona.
Autore di canzoni pastorali, rime, tragedie, dissertazioni di carattere morale e letterario, è famoso soprattutto per il suo volgarizzamento delle Vite parallele di Plutarco, pubblicato in prima edizione nel 1772-73 e ristampato moltissime volte fino al 1940, che è giudicato fedele, seppur «monotono e ineguale e spesso aspro». Tradusse anche le Eroidi di Ovidio.

## Opere

### Canzoni
- Canzoni pastorali, 1791
- Nuove canzoni pastorali ed altre rime diverse, 1779

### Tragedie
- L'Ipermestra, 1767
- La Calliroe, 1769

### Traduzioni
- Plutarco, Le vite. Volgarizzate da Girolamo Pompei gentiluomo veronese, 5 voll., In Verona, nella stamperia Moroni, 1772-73.
- Ovidio, L'epistole. Volgarizzate da Girolamo Pompei gentiluomo veronese, Bassano, a spese Remondini di Venezia, 1785.